# مسجد حاجي حان (الحاج أحمد)
مسجد حاجي حان من مساجد العراق الأثرية القديمة، ويقع في محافظة السليمانية، وبني من قبل الحاج أحمد الملقب (حاجي حان)، في عام 1160هـ/1747م، ويقع الجامع في مركز مدينة السليمانية في محلة ملكندي، وتم تجديدهُ عام 1382هـ/1962م، وحصل تجديد آخر عام 1432هـ/2011م.
وللمسجد مدخلين (بابين) يطلان على محلتين، وتم بناء مدخله وجداره بالحجر والطابوق، وفيه مصلى يتوسطه محراب غلف بالخشب الصاج ويقوم المبنى على إثني عشر عموداً من الكونكريت المغلف بالكاشي الموزائيك الملون، ويحتوي المسجد على مكتبة قيمة فيها الكثير من الكتب التراثية والفقهية والشرعية، وبعض المجلدات القديمة التي طبعت بالمطابع الحجرية، وفيها نسخ نادرة من القرآن، وأمام المصلى ساحة كبيرة وتبلغ مساحة المسجد حوالي 1000م2، وتقام فيهِ صلاة الجمعة وصلاة العيدين والصلوات الخمس المفروضة، بالإضافة إلى قيامهِ بدورات لتعليم القرآن.
ومن أبرز الأئمة الذين تعاقبوا على منصب الإمامة والخطابة فيه:
- الشيخ عبد اللطيف وازه بي.
- الملا عبد الكريم المدرس.
- الشيخ محمد عمر القرة داغي، (الملقب بالخطيب).
- الملا أبو بكر.
- الملا سعيد السيتكي.
- الشيخ ملا فرج ماوبي زاده.